# Gornja Orovica
Gornja Orovica (en serbe cyrillique : Горња Оровица) est un village de Serbie situé dans la municipalité de Ljubovija, district de Mačva. Au recensement de 2011, il comptait 301 habitants.

## Démographie
| 1948 | 1953 | 1961 | 1971 | 1981 | 1991 | 2002 | 2011 |
| ---- | ---- | ---- | ---- | ---- | ---- | ---- | ---- |
| 830  | 923  | 870  | 751  | 635  | 498  | 415  | 301  |

|  |